# Jinane Hanni
Pour les articles homonymes, voir Hanni.
Jinane Hanni, née le 27 juin 1995 à Ivry-sur-Seine, est une footballeuse internationale algérienne évoluant au poste de milieu de terrain.

## Biographie

### Carrière en sélection
Jinane Hanni, sœur de l’international algérien Sofiane Hanni,.
Le 2 février 2018, Jinane Hanni a reçu sa première convocation en équipe d'Algérie,,.

## Statistiques
Statistiques de Jinane Hanni :
| Saison    | Equipe       | D1 | D1  | D1 | D2 | D2  | D2 | CdF | CdF | CdF | CNF U19 | CNF U19 | CNF U19 |
| Saison    | Equipe       | M  | Tit | B  | M  | Tit | B  | M   | Tit | B   | M       | Tit     | B       |
| --------- | ------------ | -- | --- | -- | -- | --- | -- | --- | --- | --- | ------- | ------- | ------- |
| 2011-2012 | Toulouse U19 |    |     |    |    |     |    |     |     |     | 16      | 14      | 1       |
| 2012-2013 | Toulouse     | 3  | 3   | 0  |    |     |    | 1   | 0   | 0   | 12      | 12      | 1       |
| 2013-2014 | Issy         |    |     |    | 20 | 20  | 0  |     |     |     | 2       | 2       | 0       |
| 2014-2015 | Issy         | 22 | 22  | 0  |    |     |    |     |     |     |         |         |         |
| 2015-2016 | Issy         |    |     |    | 19 | 18  | 1  | 1   | 1   | 0   |         |         |         |
| 2016-2017 | Saint-Maur   |    |     |    | 15 | 15  | 0  | 1   | 1   | 0   |         |         |         |
| 2017-2018 | Albi         | 2  | 1   | 0  |    |     |    |     |     |     |         |         |         |
| 2018-2019 | Albi         |    |     |    | 19 | 19  | 1  | 1   | 1   | 0   |         |         |         |
| 2019-2020 | Albi         |    |     |    | 13 | 11  | 0  | 1   | 1   | 0   |         |         |         |
| 2021-2022 | Albi Marssac |    |     |    | 13 | 9   | 0  | 3   | 3   | 0   |         |         |         |